# نبرد بنوک‌بورن
نبرد بنوک‌بورن (انگلیسی: Battle of Bannockburn) نبردی است که در طول اولین جنگ استقلال اسکاتلند و به تارخ ۲۴ ژوئن ۱۳۱۴ میلادی صورت گرفت. این نبرد یک پیروزی قابل توجه برای اسکاتلند و نقطه عطفی در تاریخ این کشور بود. دژ استرلینگ، یک قلعه سلطنتی اسکاتلندی بود که توسط انگلیسی‌ها اشغال شده بود با این حال تحت محاصره اسکاتلند درآمد. پادشاه انگلستان، ادوارد دوم، ارتشی را در جهت رهاسازی این قلعه از محاصره بسیج کرد اما در مقابل ارتش کم تعدادتر اسکاتلند به رهبری پادشاه اسکاتلندی رابرت بروس شکست خورد.

## نگارخانه

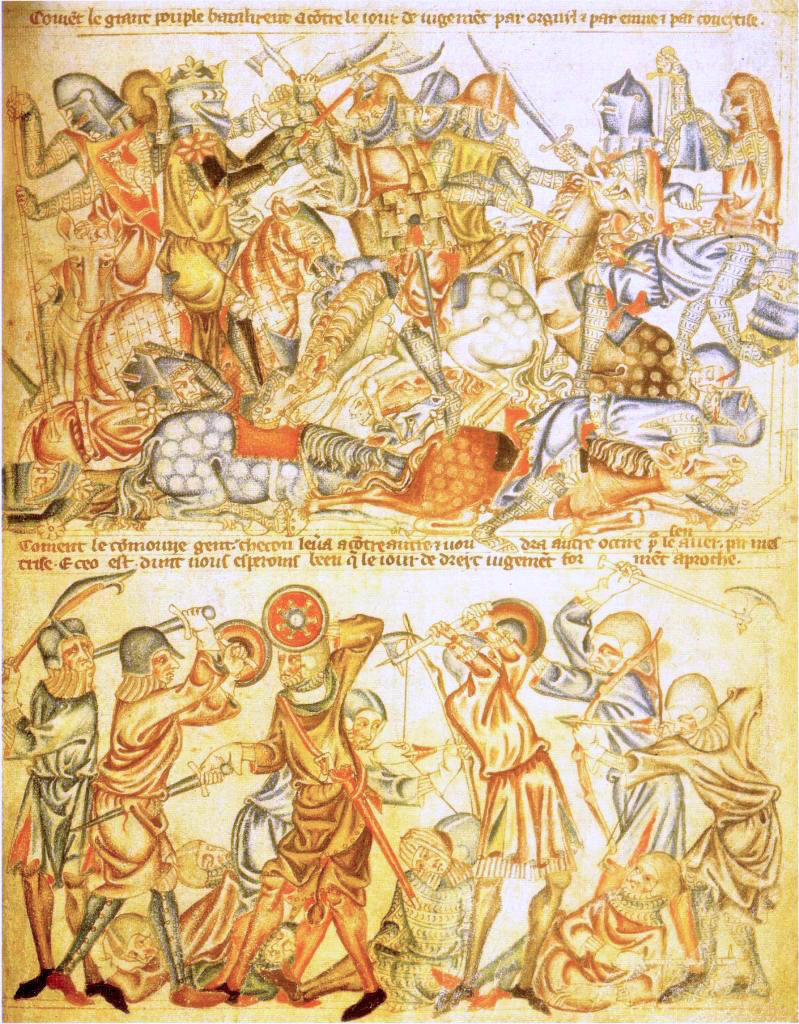
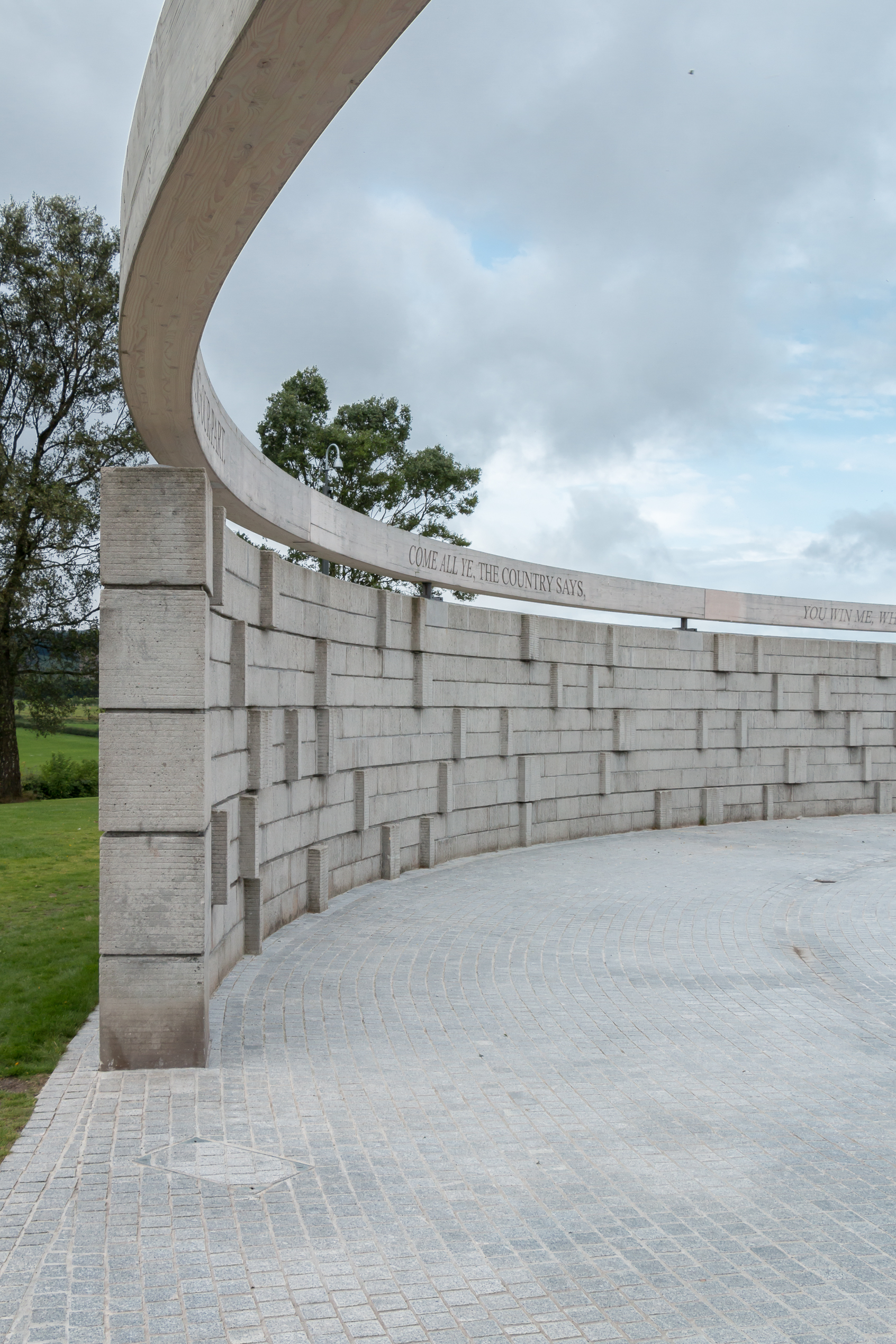